# Danh sách nhân vật trong Dr.STONE
Đây là danh sách nhân vật trong manga và anime Dr.STONE.

## Nhân vật chính
Ishigami Senkū (石神 千空)
Lồng tiếng bởi: Kobayashi Yūsuke

Ishigami Senku

Nhân vật chính của anime và manga. Senku rất thông minh và xuất sắc trong nhiều lĩnh vực khoa học, với tình yêu đặc biệt về thiên văn học và thám hiểm không gian. Sau khi thức tỉnh trong "Thạch giới", anh bắt đầu cố gắng hồi sinh loài người bằng cách phát minh lại công nghệ đã mất của họ và khám phá ra một "phương thuốc" cho việc hóa đá. Mặc dù hơi kiêu ngạo, nhưng anh thực sự rất cao thượng và tốt bụng, coi khoa học là phương tiện để nâng cao tất cả mọi người và có niềm tin không thể lay chuyển vào bạn bè. Khi nhóm của Senku đến làng Ishigami, anh đã tham gia vào các trò chơi của Làng Ishigami và giành chiến thắng trong vòng chung kết khi Chrome không thể lọt vào vòng trong, từ đó trở thành trưởng làng Ishigami. Senku bị dị ứng với sơn mài vì nó làm cho khuôn mặt của anh sưng vù.
Ōki Taiju (大木 大樹)
Lồng tiếng bởi: Furukawa Makoto 
Người bạn thân nhất của Senku, người mà Senku gọi là "thằng to xác", "đầu đất", "não mìn", "không có não". Cậu có sức mạnh đáng kinh ngạc và sức chịu đựng gần như "dương vô cực", nhưng là một người theo chủ nghĩa hòa bình, người không bao giờ hành hạ ai đó bằng sức mạnh của mình trong đời. Cậu yêu Yuzuriha và sẽ làm mọi cách để chăm sóc và giúp đỡ cô, đặc biệt là khi cô gặp nguy hiểm.
Ogawa Yuzuriha (小川 杠)
Lồng tiếng bởi: Ichinose Kana 
Người mà Taiju có tình cảm, là một cô gái trẻ vui vẻ và tốt bụng. Cô đăng ký vào câu lạc bộ thủ công của trường trung học để theo đuổi mục tiêu trở thành nhà thiết kế thời trang, và đặc biệt tài năng trong nghệ thuật như khâu vá và may quần áo với tốc độ "vận tốc ánh sáng". Trong thời gian Vs. Tsukasa arc, Yuzuriha bị Tsukasa bắt giữ. Senku đưa cô và Taiju tham gia Đế chế Might như một phần trong kế hoạch của anh. Trong arc Thời đại Khám phá, Yuzuriha bắt đầu mở một cửa hàng quần áo
Shishiō Tsukasa (獅子王 司)
Lồng tiếng bởi: Nakamura Yuichi 
Một thanh niên chân trần nổi danh trong môn võ tổng hợp là "Học sinh trung học linh trưởng mạnh nhất", có đủ sức mạnh để giết chết một con sư tử đực chỉ bằng một cú đấm. Sau khi được Senku đánh thức, Tsukasa đã cứu họ khỏi những con sư tử nơi sau đó anh lột da sư tử đực để thêm vào trang phục của mình và giúp săn bắn thú rừng để làm thức ăn. Anh cực ghét mấy lũ người lớn do quá khứ đau khổ của anh khi ngăn cản anh không cho thu thập vỏ sò cho đứa em gái xấu số của mình, xem những người lớn hiện tại chỉ là lũ tham nhũng hám tiền trong khi tìm cách tạo ra một xã hội mới trong "Thế giới đá" bằng cách chỉ làm sống lại những người trẻ tuổi. Tsukasa đóng vai trò là nhân vật phản diện chính của các arc đầu, nơi anh đã gây ra cái chết của Senku. Trong thời gian Vs. Hyoga arc, Tsukasa biết từ Hyoga rằng Senku vẫn còn sống. Trong Thạch chiến, Tsukasa bị Hyoga phản bội khiến anh phải hợp tác với Senku. Sau khi Hyoga bị đánh bại, Tsukasa bị thương nghiêm trọng do cuộc chiến khiến anh phải đưa vào trạng thái ngủ đông và 1 năm sau anh được hồi sinh bởi Senku
Asagiri Gen (あさぎり ゲン)
Lồng tiếng bởi: Kawanishi Kengo (tiếng Nhật); Brandon McInni (tiếng Anh)
Một người khác đến từ "thế giới cũ", Gen là một bậc thầy ảo thuật và có tài ăn nói, tự phong mình là một nhà tâm lý học. Anh đã được hồi sinh bởi Tsukasa, người muốn một đồng minh có khả năng theo dõi dòng suy nghĩ của Senku. Gen cuối cùng đã trốn sang Vương quốc Khoa học sau khi chứng kiến những thành tựu của Senku.
Hyoga (氷月)
Là một người đàn ông cao lớn và khá mạnh, đủ mạnh để nhận và đánh lại 10 kẻ tấn công. Anh ta được hồi sinh bởi Tsukasa trong Vs. Hyoga arc. Anh và một số chiến binh Empire of Might đã chiến đấu tốt nhất với làng Ishigami cho đến khi phát hiện ra rằng Gen đã trang bị vũ khí cho họ. Trong Thạch chiến, anh ta phản bội Tsukasa. Tuy nhiên sau đó Senku và Tsukasa đã hợp tác với nhau và đánh bại hắn.
Nanami Ryūsui (七海 龍水)
Con trai của chủ sở hữu tập đoàn hàng hải Nanami giàu có, nổi tiếng về sự ăn giàu có và ăn chơi của mình, người đã được Senku hồi sinh trong arc Thời đại Khám phá. Từ khi còn học trung học, anh đã tự đặt và lái cả con tàu thủy đi vòng quanh thế giới. Là một thuyền trưởng với giác quan cảm nhận thiên tài, anh được phong làm Thuyền trưởng của tàu Perseus.
Francois (フランソワ Furansowa)
Là quản gia kiêm đầu bếp, người giúp việc của tập đoàn hàng hải Nanami, không rõ giới tính. Francois rất quan tâm đến cậu chủ Ryusui và mọi người. Hiện Francois sở hữu nhà hàng và quầy bar trên tàu Perseus

## Cư dân làng Ishigami
Cư dân của làng Ishigami là hậu duệ của các phi hành gia còn sống sót của Trạm vũ trụ quốc tế đã rời khỏi trái đất vào thời điểm ánh sáng hóa đá khiến tất cả con người bị hóa đá. Nơi đây trước khi Senku đến chỉ là 1 ngôi làng hoang sơ, người dân không có khái niệm về khoa học. Sau đó nó trở thành trụ sở của Vương quốc Khoa học. Một trưởng làng được chọn từ bất cứ ai tham gia vào phần cuối cùng của trò chơi Làng Ishigami và chiến thắng. Khi một người trở thành trưởng làng, người đó được hưởng rất nhiều tài nguyên từ Làng Ishigami. Sau đây là những cư dân của làng Ishigami:
Chrome (クロム Kuromu)
Lồng tiếng bởi: Sato Gen 
Một chàng trai trẻ ở làng Ishigami tình cờ tìm thấy những điều cơ bản của khoa học trong khi dân làng tin rằng những khám phá của anh bị coi là phù thủy, từ đó anh trở thành thầy phù thủy tự xưng của làng. Sau khi biết về những kỳ quan và thành tựu khoa học của thế giới cũ, anh trở thành đối tác của Senku và cùng nhau làm việc để tái khám phá di sản khoa học của nhân loại.
Kohaku (コハク)
Lồng tiếng bởi: Numakura Manami 
Chiến binh mạnh nhất của làng Ishigami, một cô gái trẻ tomboy, đặc biệt mạnh mẽ, nhanh nhẹn và có đôi mắt sắc sảo (Thị lực: 11/10). Cô là dân làng đầu tiên Senku gặp sau khi thức dậy ở "Thế giới đá" và trở thành một trong những đồng minh trung thành nhất của anh ta như là một phần của Đội sức mạnh của Vương quốc Khoa học.
Kinrō (金狼)
Lồng tiếng bởi: Maeno Tomoaki 
Một trong những lính canh của làng Ishigami, một chàng trai trẻ nghiêm khắc với cam kết mạnh mẽ tuân thủ các quy tắc. Anh trở thành một phần của Đội sức mạnh. Anh cũng mắc cận thị (giống như Suika) ảnh hưởng đến khả năng chiến đấu và được Senku khắc phục bằng cặp kính (giống như hiện tại)
Ginrō (銀狼)
Lồng tiếng bởi: Murase Ayumu 
Em trai của Kinro và người bảo vệ đồng nghiệp, một thanh niên phù phiếm với xu hướng hoảng loạn và ý thức vượt trội về lợi ích bản thân, nhát gan và yếu đuối. Sau đó cũng đã trở thành một phần của Đội sức mạnh.
Suika (スイカ)
Lồng tiếng bởi: Takahashi Karin 
Một bé gái ở làng Ishigami đeo một quả dưa hấu trên đầu để che đi "căn bệnh mờ mắt". Đối với cô Senku, người đầu tiên không đánh giá vì sự lập dị của mình, và luôn cố gắng hết sức để có ích cho anh. Bé cũng có tài năng làm thám tử bằng cách "chui" trong vỏ quả dưa hấu để nguỵ trang.
Ruri (ルリ)
Lồng tiếng bởi: Ueda Reina 
Chị gái của Kohaku và nữ tư tế cao cấp của Làng Ishigami, được giao nhiệm vụ bảo tồn 100 Câu chuyện cho hậu thế. Cô mắc một căn bệnh suy nhược có khả năng sẽ giết chết cô trước tuổi trưởng thành và sau đã được Senku chữa trị khỏi.
Kaseki (カセキ)
Lồng tiếng bởi: Mugihito 
Một nghệ nhân già từ làng nhưng đặc biệt có hứng thú với việc chế tạo, khi quá phấn khích sẽ trở thành 1 ông lão khỏe mạnh cơ bắp, ông trở thành một đồng minh trung thành và cuối cùng là bạn thân của Senku và Chrome vì nhiệm vụ khoa học của họ cộng hưởng với niềm đam mê chế tạo. Trong khi thiết kế và đã xây dựng phần lớn Làng Ishigami, Kaseki đã sử dụng khả năng nghệ nhân của mình để tạo ra khiên và vật phẩm từ sơ đồ của Senku với độ khó cao như động cơ và ống chân không.
Turquoise (ターコイズ Tākoizu)
Lồng tiếng bởi: Taichi Yō 
Một cư dân của làng Ishigami.
Magma (マグマ Maguma)
Lồng tiếng bởi: Mamiya Yasuhiro
Một cư dân của làng Ishigami, người mạnh nhất trong số cư dân làng với tham vọng trở thành trưởng làng, tuy nhiên đã thua Kohaku trong trò chơi chọn trưởng làng. Nhưng sau thấy được khoa học của Senku, Magma đã trở thành đồng minh của vương quốc khoa học. Tại một thời điểm, Magma đã nhầm Gen là một thầy phù thủy và tấn công anh vì nhầm tưởng rằng sức mạnh của Kohaku là nhờ pháp thuật. Hắn rất thích thú việc giết người và thích từ "Khử"
Soyuz (ソユーズ Soyūzu)
Một cư dân của làng Ishigami với trí nhớ tuyệt vời và là thành viên của Đội sức mạnh.
Jasper (ジャスパー Jasupā)
Lồng tiếng bởi: Takeuchi Ryota 
Một cư dân của làng Ishigami là người kiên định cho các quy tắc. Trong trò chơi Làng Ishigami, Jasper phục vụ như một thẩm phán trận đấu.
Namari (ナマリ)
Một cư dân của làng Ishigami là một nghệ sĩ dân cư.